# NWST
NWST NeWSTories is een Nederlandse uitgeverij gevestigd in Nijmegen. Het bedrijf, opgericht in 1988, geeft zes vakbladen uit voor de ‘groenprofessional’: Greenkeeper, Fieldmanager, De Hovenier, Stad + Groen, Boomzorg en Boom in Business. Naast de fysieke vakbladen en de bijbehorende websites, geeft NWST incidenteel boeken uit, en organiseert het jaarlijkse evenementen zoals Fieldmanager of the Year (FOTY), de Boominnovatiedag (BID), de Gouden Gieter, Greenfluencer of the Year en de Mooiste Rotonde van Nederland.
Eind 2019 zette de uitgeverij NWST Newtrees op, een initiatief om sociale onderneming Africa Wood Grow (AWG) te steunen. AWG poogt ontbossing, verwoestijning en bodemerosie in Kenia tegen te gaan en tegelijkertijd te zorgen voor een eerlijk en constant loon voor lokale boeren.
NWST was een van de eerste vakbladuitgeverijen die afstand nam van het gangbare advertentiemodel en overging op een contentpartnermodel, ook wel content-as-a-service genoemd.

## Vakbladen
Greenkeeper, Fieldmanager, Boomzorg en Boom in Business verschijnen zesmaal per jaar. Stad + Groen en De Hovenier worden achtmaal per jaar gepubliceerd. Oprichter en eigenaar Hein van Iersel is sinds het ontstaan van de vakbladen hoofdredacteur van de zes titels.
GreenkeeperGreenkeeper, voor het eerst gepubliceerd in 1990, is een vakblad voor mensen die op technisch, zakelijk en bestuurlijk niveau verantwoordelijk zijn voor het onderhouden en exploiteren van golfaccommodaties, zoals greenkeepers, terreinbeheerders en het management van golfbanen. Onder deze titel, wordt jaarlijks de Greenkeeper of the Year (GOTY) georganiseerd. Hierbij doopt een door het vakblad samengestelde vakjury een van de door lezers gekozen genomineerde (hoofd)greenkeepers tot greenkeeper van het jaar. Greenkeeper is het officiële vakblad voor de Nederlandse Greenkeeper Associatie (NGA) en heeft een samenwerking met de Koninklijke Belgische Golf Federatie (KBGF).
FieldmanagerFieldmanager is een vakblad over aanleg, beheer en onderhoud van buitensportaccommodaties. Het blad bestaat sinds 2005 en het een oplage van 6300. Onder deze titel wordt de Fieldmanager of the Year (FOTY) georganiseerd, waarbij jaarlijks een talentvolle fieldmanager enof sportveldbeheerder met de titel bekroond wordt.
De HovenierVakblad De Hovenier is het jongste vakblad van uitgeverij NWST. Sinds januari 2018 wordt hierin de hovenier centraal gesteld. Het blad heeft een praktische insteek en gaat dieper in op vakmanschap en ondernemerschap. Het blad heeft een oplage van 6050 en valt onder het beheer van vakredacteur Willemijn van Iersel. Onder De Hovenier wordt jaarlijks Groenversneller georganiseerd; een bedrijfscoachingstraject om ambitieuze hoveniers in Nederland te stimuleren en te ondersteunen. De groep bestaat uit zo'n 12 hoveniers die van oktober tot en met mei maandelijks bij elkaar komen.
Stad + GroenStad + Groen is een vakblad voor de groenprofessional die bezig is met beheer, ontwerp, realisatie en techniek op het gebied van de openbare groenvoorziening en het vergroenen van de buitenruimte. Het blad bestaat sinds 2013 en heeft een oplage van 6050. Het blad valt sinds 2019 onder het beheer van vakredacteur Karlijn Klei.
BoomzorgVakblad Boomzorg is een vakblad met praktische informatie op het gebied van sortiment, civiel- en cultuurtechniek, nieuwe diensten en onderzoek voor bomen in de openbare ruimte. Boomzorg bestaat sinds 2009 en heeft een oplage van 2250.
Boom in BusinessBoom in Business is een vakblad voor de boomkwekerij, waarbij de boomkweker en zijn onderneming de belangrijkste aandachtsvelden zijn. Een terugkomende rubriek is Regio in Beeld, waarbij kwekers uit specifieke teeltregio's a.d.h.v. een lokaal thema en actualiteit uitweiden over hun kwekerij en manier van werken. Boom in Business verscheen voor het eerst in 2010 en heeft een oplage van 3250.

## Evenementen
Naast de FOTY en de GOTY organiseert NWST jaarlijks onder de titels De Hovenier en Stad + Groen de Mooiste Rotonde van Nederland, waarbij een vakjury een genomineerde rotonde met de titel bekroont. Onder dezelfde vakbladen wordt ieder jaar de Gouden Gieter georganiseerd; een wedstrijd waarbij gezocht wordt naar innovatieve manieren en producten om met waterschaarste en –overlast in Nederland om te gaan.
Elke oktober organiseert NWST de Boominnovatiedag (BID), waarbij ieder jaar een thema’s rond bomen aan bod komt. In 2019 stond het evenement onder de noemer ‘Groen = poen’, in teken van de (economische) waarde van bomen.
Aan het eind van ieder jaar doopt NWST iemand die zich buitengewoon inzette voor de groene sector tot Greenfluencer of the Year.